# Ревящи четиридесет
Ревящите четиридесет са силни западни ветрове, духащи в Южното полукълбо, главно между 40-ия и 50-ия паралел. Силните въздушни течения с посока от запад на изток се пораждат от комбинация на изместването на въздух от Екватора към Южния полюс, въртенето на Земята и оскъдността на сушата в това полукълбо.
Ревящите четиридесет в миналото представляват голяма помощ за корабите, плаващи от Европа към Ост Индия или Австралазия по време на Епохата на платното, а в днешно време се предпочитат от яхтсмените, плаващи на околосветски пътешествия. Границите на Ревящите четиридесет не са постоянни и се преместват на север или на юг в зависимост от сезона.

## Механика
Горещи въздушни маси се издигат от Екватора и се изтласкват към полюсите от по-хладния въздух, пътуващ към Екватора (черта на атмосферната циркулация, позната като клетка на Хадли). При около 30° географска ширина, горещият въздух потъва към по-ниска надморска височина и продължава пътя си към полюсите вече по-близо до повърхността, а след това отново се издига при около 60° географска ширина, присъединявайки се към полярния вихър. Това движение в областта между 30° и 60° се комбинира с въртенето на Земята, при което въздушните течения се придвижват от запад на изток, създавайки западен вятър.
За разлика от Северното полукълбо, големите пространства открит океан южно от 40-ия паралел (прекъсван само от Тасмания, Нова Зеландия и южния край на Южна Америка) позволяват на ветровете да развиват по-големи скорости. Подобни, но по-силни ветрови условия се срещат още близо до Южния полюс, при 50° и 60° южна ширина.

## Ветроходство
По време на Епохата на платното, корабите, плаващи от Европа към Ост Индия или Австралазия, минават покрай западния бряг на Африка и покрай нос Добра надежда с цел да се възползват от Ревящите четиридесет, които ускоряват плаването им през Индийския океан, а след това продължават на изток през Тихия океан и покрай нос Хорн, излизайки на източния бряг на Америка по пътя към дома. Първоначално маршрутът е използван от Хендрик Браувър през 1611 г., който успява значително да намали пътуването си от Европа до остров Ява, благодарение на попътния вятър на Ревящите четиридесет.
Мореплаватели от цял свят също се възползват от Ревящите четиридесет, за да ускоряват пътуванията си, особено при опити за поставяне на рекорд или състезания.